# شهرستان ده نو
برای ناحیهی به این نام در ترکمنستان به شهرستان ده‌نو (ترکمنستان) نگاه کنید.
ناحیهٔ دهِ نو (به ازبکی: Denov tumani، ده‌نو تومنی}} یک منطقهٔ مسکونی در ازبکستان است که در استان سرخان‌دریا واقع شده‌است. ناحیه ده‌نو ۷۵۰ کیلومتر مربع مساحت و ۲۵۳٬۷۰۰ نفر جمعیت دارد.